# Pascal Ortega

Pascal Ortega et Bernadette Lafont, veille du 1er jour de tournage de Cherokee

Pascal Ortega, né à Paris 16e le 17 juin 1945 et mort à Villejuif le 10 mai 1994, est un réalisateur français.

## Filmographie
Réalisateur
- 1982 : L'Amour fugitif (téléfilm)
- 1991 : Cherokee

Assistant réalisateur
- 1978 : Judith Therpauve de Patrice Chéreau,
- 1979 : Série noire d'Alain Corneau
- 1980 : 5 % de risques de Jean Pourtalé

## Hommage
- Le film Un héros très discret, de Jacques Audiard, lui est dédié